# Bélyegfajták listája
A következő lista a jelentősebb, nemcsak postabélyegeket magába foglaló bélyegfajtákat, illetve ezek csoportjait betűrendben sorolja fel.
| Ábécé szerinti tartalomjegyzék                                                                           |
| --- |
| A, Á B C Cs D Dz Dzs E, É F G Gy H I, Í J K L Ly M N Ny O, Ó Ö, Ő P Q R S Sz T Ty U, Ú Ü, Ű V W X Y Z Zs |

## A, Á
| - adakozási bélyeg - adóbélyeg - ajánlási bélyeg - alkalmi bélyeg - alkalmi bérmentességi bélyeg | - általános bérmentesítő bélyeg - általános forgalmi bélyeg - árengedményes bélyeg - autó-csomagbélyeg |

## B
| - beadványbélyeg - belforgalmi bélyeg - belkezelési bélyeg - bélyegblokk - bélyegcsere-illetékbélyeg - bélyegszétküldési hivatalos bélyeg - bélyegszükségpénz - biankó bélyeg | - bíróságok hivatalos bélyegei - bérmentesítési erővel rendelkező, de a nagyközönség részéről nem vásárolható bélyeg - bérmentesítő erő nélküli, postai szállításnál előírt vagy megtűrt bélyeg - bírósági kézbesítési bélyeg - biztosítási bélyeg - biztosító intézmények hivatalos bélyege |

## Cs
| - cserkészpostabélyeg - csomagbélyeg | - csomagportóbélyeg - csőpostabélyeg |

## D
- díjbeszedő bélyeg

## E, É
| - ellenőrző bélyeg - elöljáróságok hivatalos-bélyege - elszámolási bélyeg - elszámolóbélyeg - emlékbélyeg - emlékív, emlékkisív | - engedélyezési bélyeg - ENSZ szervek hivatalos bélyege - értéklevélbélyeg - értékjelzés nélküli, bérmentességi, portómentességi jelzőbélyeg - expresszbélyeg |

## F
| - feláras bélyeg - felárbélyeg - fiskusbélyeg - fonopostabélyeg | - forgalmi bélyeg - frankócédula - futárpostabélyeg |

## G
| - galambpostabélyeg | - gettópostabélyeg |

## H
| - hadiadóbélyeg - hadifogoly-tábori bélyeg - hadirokkantak bérmentesítési bélyege - hajópostabélyeg - hanglemezbélyeg - helikopterposta-bélyeg - hírlapbélyeg | - hírlapilleték-bélyeg - hírlapkötegbélyeg - hivatali számlálóbélyeg - hivatalos bélyeg - hivatalos lezárójegy - hitelpostabélyeg |

## I, Í
| - időn túli feladás bélyege - illetékbélyeg | - internáltak bélyege |

## J
| - jelzőbélyeg, értékjelzés nélküli - jótékonysági bélyeg | - jótékonysági intézmények bélyege - julbélyeg |

## K
| - karácsonyi levélzáró - karitászbélyeg - katonai engedélybélyeg - katonai hivatalos bélyeg - katonák bérmentességi bélyege - katonaiposta-bélyeg - katonai válaszbélyeg - kedvezményes árú bélyeg - kényszerfeláras bélyeg - kényszerfelárbélyeg - kényszerfelár-portóbélyeg - kényszerjótékonysági bélyeg - képviselőbélyeg - képeslapkiadó-bélyeg | - késői feladás bélyege - kiegészítőbélyeg - kiscsomagbélyeg - kisív - komppostabélyeg - konzulátusi bélyeg - korlátolt érvényességű bélyeg - korlátolt érvényességű forgalmi bélyeg - küldeményfajták különbélyege - küldeményfajták kiegészítőbélyege - külforgalmi bélyeg - külképviseleti bélyeg - különleges szolgáltatás bélyege |

## L
| - légibélyeg - légipostabélyeg - légiposta-engedélybélyeg - legionáriusbélyeg | - levélbélyeg - levelezőlap-bélyeg - levél-visszaküldési bélyeg - levélzáró |

## M
| - magánpostabélyeg - magánposta igénybevételét engedélyező bélyeg - magánposta-illetékbélyeg - meghatalmazási bélyeg | - megszállási bélyeg - menekültek bérmentességi bélyege - minisztériumok hivatalos bélyege |

## N
| - népszavazási bélyeg | - népszövetségi hivatalos bélyeg |

## Ny
| - nyereménybélyeg | - nyomtatványbélyeg |

## P
| - portóbélyeg - postacsomagbélyeg - portómentességi bélyeg - postai megbízatás bélyege - postakompbélyeg - postamesteri bélyeg | - postaszervek hivatalos bélyege - postatakarék-bélyeg - postautalvány-bélyeg - pótbélyeg - propagandabélyeg |

## R
| - rabattbélyeg - regionális bélyeg | - rendőrségi hivatalos bélyeg - retúrbélyeg |

## S
| - „saját kezébe”-kézbesítés pótbélyege - sorsjegybélyeg | - spionbélyeg - sürgősbélyeg |

## Sz
| - szabotázsbélyeg - számlálóbélyeg - személyi bérmentességi bélyeg | - szenátorok bélyege - szerelmeslevél-bélyeg |

## T
| - táboriposta-bélyeg - táboriposta-engedélybélyeg - távbeszélőbélyeg - távírdabélyeg - távírdai hivatalos bélyeg - telefonbélyeg | - tengeralattjáróposta-bélyeg - tengeri biztosítási bélyeg - térítésmentes bélyeg - tértivevénybélyeg - „túlóra”-bélyeg |

## U, Ú
| - újévi bélyeg | - újságbélyeg |

## Ü, Ű
- üdvözlőlapbélyeg

## V
| - városiposta-bélyeg - vasárnapi bélyeg - vasúti bélyeg | - vasúti csomagbélyeg - vignetta |

## Z
- zemsztvóbélyeg